# Dacus eminus
Dacus eminus är en tvåvingeart som beskrevs av Munro 1939. Dacus eminus ingår i släktet Dacus och familjen borrflugor. Inga underarter finns listade i Catalogue of Life.